# بی میلر
بی میلر (انگلیسی: Bea Miller؛ زادهٔ ۷ فوریهٔ ۱۹۹۹) خواننده و بازیگر اهل ایالات متحده آمریکا است. وی از سال ۲۰۰۸ میلادی تاکنون مشغول فعالیت بوده است.
او در فیلم مری و مارتا بازی کرده است.